# FASat–B
FASat–B (Fuerza Aérea Satélite) a második chilei földmegfigyelő teszt mikroműhold.

## Jellemzői
Célja, hogy tudományos és technológiai tapasztalatokat szolgáltasson, elősegítve a további fejlesztéseket. További feladata elősegíteni a gazdasági (földtani szerkezet), katasztrófavédelmi, mezőgazdasági (belvíz, hóállapot, jég), halászati tevékenységet.

## Küldetés
Építette a Surrey Satellite Technology Ltd. (SST) (angol – ötödik generációs platform, üzemeltette a Mission Control Station (ECM). Tulajdonos a Fuerza Aérea de Chile (Air Force). Társműholdja a Szics–1 (ukrán), az űreszközök egybeépítettek. Társműholdjai: Resurs–O1 4 (orosz); TMSat–1 (angol); Gurwin Techsat 1B (izraeli); Westpac (ausztrál); Safir–2 (német).
Megnevezései: FASat–Bravo; COSPAR: 1998-043B; SATCAT kódja: 25395.
1998. július 10-én a Bajkonuri űrrepülőtérről, az LC45–1 (LC–Launch Complex) jelű indítóállványról egy Zenyit–2 hordozórakétával állították alacsony Föld körüli pályára (LEO = Low-Earth Orbit). Az orbitális pályája 101,25 perces, 98,803° hajlásszögű, a geocentrikus pálya perigeuma 816 kilométer, az apogeuma 819 km volt.
Forgás stabilitása a Föld gravitációs irányára beállított. A stabilitást egy 12 milliméter átmérőjű, 4 kilogrammos rúd segítette. Felépítése, programja megegyezett a FASat–A mikróműholddal. Tömege 50 kilogramm, alakja négyszögletes hasáb, méretei 70 x 36 x 36 centiméter. Szolgálati idejét 6 évre tervezték. Az űreszköz felületét napelemek borították, éjszakai (földárnyék) energia ellátását újratölthető kémiai akkumulátorok biztosították.
Feladata
- kamera: a Chile feletti ózonréteg ellenőrzése,
- négy fotodióda végezte az ózonréteg sugárzásának mérését,
- a két kamera (egy WAC széles- és egy NAC keskeny látószögű kamera) felvételeit a telemetriai rendszerén keresztül elektronikusan tömörített állapotban továbbította (DTE) a földi vevőállomásokra,
- GPS (Global Positioning System) helymeghatározó segítségével követték pályáját,
- oktatási segítség biztosítása a távoli intézmények részére,

2001 júniusában az akkumulátorok technikai hibája miatt befejezte szolgálatát.